# حدقة هتشينسون
حدقة هتشنسون  (بالإنجليزية: Hutchinson's pupil)‏ هي علامة سريرية تكون فيها الحدقة على جانب الكتلة المصابة داخل الجمجمة وتتوسع ولا تتفاعل للضوء، وذلك بسبب ضغط العصب المحرك للعين على ذلك الجانب.
العلامة سميت باسم السير جوناثان هاتشينسون.

## روابط خارجية
Hutchinson's pupil على قاموس من سمى هذا؟